# Euchirella orientalis
Euchirella orientalis är en kräftdjursart som beskrevs av Sewell 1929. Euchirella orientalis ingår i släktet Euchirella och familjen Aetideidae. Inga underarter finns listade i Catalogue of Life.